# American Honey
Pour plus de détails, voir Fiche technique et Distribution.
American Honey est un film britannico-américain réalisé par Andrea Arnold, sorti en 2016.
Le film a remporté le Prix du Jury au Festival de Cannes 2016.

## Synopsis
Star vit à Muskogee, Oklahoma. Elle vit une vie douloureuse, s'occupant de deux enfants qui ne sont pas les siens et vivant avec leur père sexuellement violent, Nathan. Un jour, en essayant de rentrer chez elle en auto-stop, elle aperçoit une camionnette pleine de jeunes gens et établit un contact visuel avec Jake, l'un des garçons du groupe. Star les suit dans un Kmart local et voit Jake danser sur "We Found Love" en haut des registres avant d'être expulsé du magasin. Star rend le téléphone de Jake, car il était tombé de sa poche, et il lui propose un emploi au sein de leur équipe de vente de magazines, lui disant de venir avec lui à Kansas City. Star refuse mais Jake lui dit néanmoins de les rencontrer sur le parking du Motel 6 local le lendemain matin.
Emballant ses affaires pendant que Nathan est dans une autre pièce, Star s'échappe secrètement et emmène les enfants au club où leur belle-mère Misty danse. Star confronte Misty et lui dit que c'est à son tour de s'occuper des enfants, et bien que Misty refuse, Star s'enfuit du club au motel et dort à l'extérieur de la camionnette de l'équipage jusqu'au matin.
Star est interviewée par le chef d'équipe, Krystal, qui l'engage après avoir établi que Star est une personne morale, qu'elle ne manquera à personne et qu'elle promet de travailler dur. Dans la voiture en route pour le Kansas, Star rencontre les autres membres de l'équipage. Arrivés sur place, ils se dispersent en groupes de deux. Depuis que Star est nouvelle, elle est jumelée avec Jake, le vétéran du groupe. Star a du mal à vendre car Jake ment à un client potentiel afin de gagner de l'argent. Star distrait également Jake en flirtant avec lui et finalement en l'embrassant. Cette nuit-là, Krystal appelle Star et lui dit que Jake a enregistré ses ventes les plus basses de tous les temps. Krystal demande ensuite à Jake de mettre de la lotion de bronzage sur son corps pendant que Star regarde, et Star promet de s'améliorer.
Le lendemain, agacée par Jake, Star jure de le surpasser. Star est récupérée par trois inconnus portant des chapeaux de cow-boy qui lui proposent de l'aider, pensant qu'elle est harcelée par Jake. Le trio la ramène chez eux et lui propose d'acheter plusieurs abonnements si elle mange le ver au fond d'une bouteille de mezcal. Star le fait et fait la vente. Jake, cependant, craignant le pire, arrive et menace les gars avec une arme à feu avant de voler leur voiture. Initialement en colère contre Jake, Star est plus tard touchée qu'il soit venu la trouver, et les deux ont des relations sexuelles dans la voiture. Quand ils reviennent à l'hôtel pour la soirée, Jake lui dit de ne pas mentionner leur relation, et il donne l'argent que Star a gagné à Krystal.
Pendant un moment, les choses entre Jake et Star sont tendues, et Krystal menace de la laisser tomber sur le bord de la route si elle continue de causer des problèmes. L'équipage finit par vivre temporairement dans une maison délabrée, et Jake et Star renouvellent leur relation. Star lui demande quels sont ses rêves et il lui montre sa réserve privée d'argent et d'objets qu'il a volés dans les maisons qu'il visite, qu'il a l'intention d'utiliser pour acheter une maison.
Krystal dépose les filles là où les ouvriers du pétrole sont sur le point d'aller travailler le matin. Star grimpe à l'arrière de leur camion et essaie de leur vendre, mais l'un des ouvriers du pétrole lui dit qu'il la paiera cinq cents dollars pour sortir avec lui. Star demande mille et se produit sexuellement pour l'argent. Après que le gars l'ait déposée, elle l'entend se faire attaquer. Peu de temps après, un Jake ensanglanté lui demande si elle a été blessée par le gars et demande plus tard si elle a couché avec lui. Star admet finalement ce qui s'est passé, provoquant la colère de Jake, brisant les affaires de la maison avant de s'enfuir.
Le lendemain matin, l'équipage monte dans la voiture et il y a une nouvelle fille là-bas, tandis que Jake a disparu. Krystal appelle Star dans sa chambre et l'informe qu'elle a laissé partir Jake, qu'elle lui a payé de l'argent pour chaque fille qu'il a recrutée et qu'il a couché avec toutes. Krystal les emmène plus tard dans un quartier pauvre de Rapid City, dans le Dakota du Sud, pour vendre des abonnements. Star entre dans une maison et rencontre plusieurs enfants affables dont la mère se drogue. Alors que la propre mère de Star est décédée d'une overdose de méthamphétamine, elle se sent sympathique envers eux et sort pour leur acheter des produits d'épicerie. Lors du ramassage ce jour-là, Jake est dans la camionnette et Star ne sait pas si elle doit être heureuse de le voir ou non.
Ce soir-là, l'équipage allume un feu de joie. Dansant autour du feu, Star est écartée par Jake, qui lui tend en privé une tortue. Star l'emmène au bord de l'eau et le relâche avant de suivre la tortue dans l'eau. Star s'immerge ensuite complètement avant de sortir de l'eau.

## Fiche technique
- Titre français : American Honey
- Réalisation : Andrea Arnold
- Scénario : Andrea Arnold
- Photographie : Robbie Ryan
- Montage : Joe Bini
- Pays d'origine : États-Unis - Royaume-Uni
- Genre : Drame
- Dates de sortie : 
  - France : 15 mai 2016 (Festival de Cannes) ; 8 février 2017 (sortie nationale)
  - États-Unis : 30 septembre 2016
- Classification :
  - France : Avertissement
  - États-Unis : R - Restricted (Interdit aux moins de 17 ans)

## Distribution
- Sasha Lane : Star
- Shia LaBeouf : Jake
- Riley Keough : Krystal
- Arielle Holmes : Pagan
- McCaul Lombardi : Corey
- Crystal B. Ice : Katness
- Chad McKenzie Cox : Billy
- Garry Howell : Austin
- Kenneth Kory Tucker : Sean
- Raymond Coalson : JJ
- Isaiah Stone : Kalium
- Dakota Powers : Runt
- Shawna Rae Moseley : Shaunta
- Christopher David Wright : Riley
- Verronikah Ezell : QT
- Will Patton : Le cowboy de la banquette arrière
- Bruce Gregory : Le conducteur du truck
- Johnny Pierce II : Nathan
- Summer Hunsaker : Kelsey
- Brody Hunsaker : Rubin
- Chasity Hunsaker : Misty

## Bande-originale
- Bounce it de Juicy J feat. Wale et Trey Songz
- Beginning of Anything de Quigley
- We Found Love de Rihanna feat. Calvin Harris
- Uber Everywhere de MadeinTYO
- Take Your Time de Sam Hunt
- I don't dance de Lee Brice
- Copperhead Road de Steve Earle
- Out the Mud de Kevin Gates
- I don't fuck with you de Big Sean
- All the time de Jeremih
- Choices (Yup) de E-40
- Ride de Ciara feat. Ludacris
- Recharge and Revolt de The Raveonettes
- No Type de Rae Sremmurd
- Mammas Don't Let Your Babies Grow Up to Be Cowboys de Ed Bruce et Patsy Bruce (en)
- Fade into You de Mazzy Star
- Brick s de Carnage feat. Migos
- Joyeux Anniversaire, écrite par Mildred Hill et Patty Smith Hill
- Dream Baby Dream de Bruce Springsteen
- I Like Tuh de Carnage
- Careless Love de Bonnie "Prince" Billy
- 8 & 96 de Låpsley
- U Guessed It de B Thomas'
- I Kill Children de Dead Kennedys
- American Honey de Lady Antebellum
- Gods Whipser de Raury (en)
- I Hate Hate (But I Love Love) de Razzy Bailey (en)

## Distinctions

### Récompenses
- Festival de Cannes 2016 : Prix du Jury
- British Independent Film Awards 2016 : 
  - Meilleur film
  - Meilleur réalisateur
  - Meilleure actrice pour Sasha Lane